# Per Brahe (le jeune)
Pour les articles homonymes, voir Brahe (homonymie).
Le comte Per Brahe, dit le jeune, en français Pierre de Brahé (né le 18 février 1602, mort le 2 septembre 1680) est un militaire et homme d'État suédois. Il est le petit-fils de Per Brahe l'ancien, un des proches conseiller du roi Gustave Ier Vasa.

## Biographie
Né au château de Rydboholm dans les environs de Stockholm, il passe plusieurs années à l'étranger pour parfaire son éducation avant de devenir en 1626 chambellan du roi Gustave-Adolphe dont il gagne l'amitié.
Il monte en grade dans l'armée à mesure qu'il s'illustre dans les guerres contre la Pologne. La mort de Gustave-Adolphe en 1632 marque la fin de ses activités militaires et le voit se tourner vers la politique. C'est un des régents de Suède pendant la minorité de Christine et il négocie avec la Pologne le traité de Stuhmsdorf en 1635.
Le comté de Visingsborg, alors limité à l'île de Visingsö, lui est confié en 1633. Il développe ses possessions en englobant dix paroisses sur les deux rives du lac Vättern, en Småland comme en Västergötland, jusqu'à en faire le plus vaste domaine privé du royaume. Il y fait construire le château Brahehus et ceux de Visingsborg (sv) et de Västanå (en), et y fonde la ville de Gränna.
Il entre dans l'Histoire en tant que gouverneur général de la grand-principauté suédoise de Finlande (de 1637 à 1640, puis de 1648 à 1654). Il est le premier à avoir amorcé la construction d'un État dans une province pauvre et relativement négligée.
Il y crée la première université, l'Académie royale d'Åbo (actuelle Turku), réforme l'administration, crée le système postal, fonde dix nouvelles villes et promeut le commerce et l'agriculture. Malgré une administration assez courte dans le temps, il laisse un souvenir impérissable, l'expression « kreivin aika », « au temps du comte » en finnois, signifiant aujourd'hui « au bon vieux temps. »
À la mort du roi Charles X en 1660, il devient à nouveau régent, concentrant pour quelques mois l'essentiel des pouvoirs en pleine période de guerre.
Il reste très influent jusqu'à sa mort, survenue au château de Bogesund (en) près de Vaxholm en 1680.